# Amazing Grace
För andra betydelser, se Amazing Grace (olika betydelser).

Amazing Grace

Amazing Grace, Roud 5430, är en av de mest populära engelskspråkiga psalmerna. Texten skrevs av John Newton 1779 på common metre. Psalmen finns i svenska översättningar med namnet "Av nåd", "Förunderlig nåd", "Förundrad jag hör ett glädjens bud" eller "Oändlig nåd mig Herren gav" samt den friare översättningen "En ton".

## Användning
Sången fick ett rejält uppsving under 1960-talets svarta frihetskamp. Den sjungs ofta i baptistkyrkor i USA. Amazing Grace kan även höras spelad på säckpipa. Den förekommer även vid begravningsgudstjänster.

## Publicerad i
- 1986 års psalmbok som nr 231 med texten Oändlig nåd mig Herren gav under rubriken "1.6 Att leva av tro : Skuld - förlåtelse" i översättning av Anders Frostenson.

## Julsång
Sången används även som julsång, och i en inspelning av Judy Collins finns den med på julskivan "Absolute Christmas" (utgåvan från 1999). Sången saknar dock ord som kan kopplas till julen, förutom det allmänna kristna budskapet.

## Andra inspelningar
- Den svenska pop- och countrysångerskan Kikki Danielsson spelade in sången på sitt album "Kikki" från 1982. [1]
- Vid konserten "Live Aid" 1985 för det svältdrabbade Afrika inledde 1985 Joan Baez USA:s bidrag till konserten med att framföra "Amazing Grace". Franska fotbollsklubben Lille OSC använder melodin som inmarschlåt och kampsång. Melodin heter Allez Lille OSC.

### Fotnoter
1. ↑  ”Svensk mediedatabas”. http://smdb.kb.se/catalog/id/001886135. Läst 30 maj 2011.